# 1215 هـ
1215 هـ هي سنة في التقويم الهجري امتدت مقابلةً في التقويم الميلادي بين سنتي 1800 و1801.

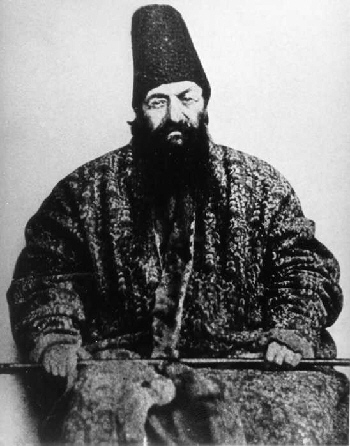
رضا قلي خان

## أحداث
- عثمان المضايفي حليف السعوديين يستولى على الطائف.

## مواليد
- تركي بن حميد
- رضا قلي خان

## وفيات
- خالد الجليلي
- سليمان الحلبي